# Есертін-сюр-Роль
Есертін-сюр-Роль (фр. Essertines-sur-Rolle) — громада  в Швейцарії в кантоні Во, округ Ньйон.

## Географія
Громада розташована на відстані близько 100 км на південний захід від Берна, 25 км на захід від Лозанни.
Есертін-сюр-Роль має площу 7 км², з яких на 7,7% дозволяється будівництво (житлове та будівництво доріг), 69,8% використовуються в сільськогосподарських цілях, 22,5% зайнято лісами, 0% не є продуктивними (річки, льодовики або гори).

## Демографія
2019 року в громаді мешкало 725 осіб (+8,2% порівняно з 2010 роком), іноземців було 22,8%. Густота населення становила 104 осіб/км².
За віковим діапазоном населення розподілялося таким чином: 27,6% — особи молодші 20 років, 59,3% — особи у віці 20—64 років, 13,1% — особи у віці 65 років та старші. Було 266 помешкань (у середньому 2,7 особи в помешканні).
Із загальної кількості 111 працюючого 42 було зайнятих в первинному секторі, 14 — в обробній промисловості, 55 — в галузі послуг.